# Goulven
Goulven é uma comuna francesa na região administrativa da Bretanha, no departamento Finisterra. Estende-se por uma área de 6,34 km². Em 2010 a comuna tinha 449 habitantes (densidade: 70,8 hab./km²).